# دنكان جايمس
دنكان جايمس (بالإنجليزية: Duncan Matthew James)‏ (ولد في 30 مارس، 1978)،هو مغنٍ وممثل إنجليزي ينحدر من مدينة ساليسبري (انجلترا).وهو عضو فرقة بلو
وهو من مواليد برج الحمل.
لديه ابنة واحدة وإسمها Tianie وتبلغ من العمر 9 سنوات.

## روابط خارجية
- دنكان جايمس على موقع IMDb (الإنجليزية)
- دنكان جايمس على موقع ألو سيني (الفرنسية)
- دنكان جايمس على موقع ميوزك برينز (الإنجليزية)
- دنكان جايمس على موقع أول ميوزيك (الإنجليزية)
- دنكان جايمس على موقع ديسكوغز (الإنجليزية)
- دنكان جايمس على موقع قاعدة بيانات الفيلم (الإنجليزية)
- دنكان جايمس على موقع كينوبويسك (الروسية)